# Incidente Kannō
L'incidente Kannō (観応擾乱?, Kannō Jōran), chiamato anche disordine di Kannō (Kannō no juran), fu una guerra civile del periodo Nanboku-chō che si sviluppò a seguito degli antagonismi tra lo shōgun Ashikaga Takauji e suo fratello Ashikaga Tadayoshi, che divise e indebolì il primo shogunato Ashikaga. Questi eventi prendono il nome Kannō dal nome dell'era del Giappone (nengō) proclamata dalla Corte del Nord e che si riferisce al periodo che va dal 1350 al 1351 dell'era Nanboku-chō della storia giapponese.
Gli effetti principali dei disordini furono il rafforzamento della Corte del Sud, grazie all'arrivo di Tadayoshi e l'unificazione temporanea delle corti del Nord e del Sud (Riunificazione Shōhei).

## Contesto
All'inizio del regime Ashikaga, lo shogun Ashikaga Takauji, che aveva il comando militare, controllava il Consiglio dei servitori (il Samurai-dokoro) e l'Ufficio delle ricompense (l'Onshō-kata) era assistito dallo shitsuji Kō no Moronao, che svolgeva un ruolo di rappresentante di Takauji, mentre il fratello minore di Takauji, Ashikaga Tadayoshi, si occupava degli affari pratici, soprattutto delle controversie e degli indennizzi. Takauji era sostenuto dai figli illegittimi delle famiglie degli shugo e servitori emergenti provenienti da Kyoto, mentre Tadayoshi era sostenuto da burocrati giudiziari, figli legittimi delle famiglie shugo e potenti famiglie locali, i primi erano generalmente visti come gli innovatori e i secondi come i conservatori.
Tadayoshi, responsabile dei contenziosi, si occupavano spesso di casi che coinvolgevano signori i cui shōen e interessi economici erano stati sequestrati dai samurai. Tadayoshi, i cui ideali si rifacevano alla politica di reggenza del periodo Kamakura, era orientato al potenziamento del sistema giudiziario e al mantenimento del sistema e dell'ordine esistenti e lasciava parte della funzione giudicante alla Corte imperiale che, insieme ai potenti daimyō, proteggeva i diritti e gli interessi esistenti dei nobili e dei templi e santuari. Al contrario, molti dei guerrieri che avevano dato il loro sostegno allo shogunato consideravano un loro diritto naturale essere ricompensati per i loro meriti militari, e Shinao guidò un tale gruppo di guerrieri nella lotta contro la Corte meridionale. Le differenze nelle rispettive posizioni li portarono inevitabilmente a scontrarsi.
In qualità di capo militare, Takauji fece due cose che entrarono in conflitto con Tadayoshi: nominò i vassalli agli incarichi di shugo come ricompensa per l'eroismo sul campo di battaglia e divise le proprietà shōen, dandone la metà ai suoi vassalli, come feudo o come amministratori. Tadayoshi contestò strenuamente queste politiche e si oppose alla nomina a shugo come ricompensa per il servizio sul campo di battaglia. Si oppose anche a qualsiasi tipo di divisione delle terre di proprietà in qualità di capo del Consiglio dei coadiutori.
Nel giugno 1349, Tadayoshi accettò il consiglio dei suoi più stretti collaboratori e cercò di sbarazzarsi di Moronao e arrivò, secondo il Taiheiki, addirittura a cercare di farlo assassinare. Il 12 agosto dello stesso anno, il suo complotto fu scoperto e fu costretto da Moronao a lasciare il governo, a rasarsi la testa e a diventare un monaco buddista con il nome di Keishin sotto la guida del maestro zen e poeta Musō Soseki.
Nel 1350 scappò da Kyoto e si unì ai nemici del fratello, i sostenitori della Corte del Sud, il cui imperatore Go-Murakami lo nominò generale di tutte le sue truppe. Nel 1351 sconfisse Takauji, occupò Kyoto ed entrò a Kamakura. Nello stesso anno catturò e giustiziò Kō no Moronao e il fratello Moroyasu, a Mikage (provincia di Settsu). Takauji propose quindi un trattato di pace alla Corte del Sud che pose come condizioni la consegna dei Tre tesori sacri e il ritorno del potere. Sebbene le condizioni fossero chiaramente svantaggiose per la Corte del Nord, il 24 ottobre 1351 (Kannō 2), Takauji accettò le condizioni e si arrese. L'imperatore Sukō della Corte del Nord fu costretto ad abdicare. Inoltre, fu abolito il nome dell'era della Corte del Nord, il 2º anno Kannōfu unificato con il 6º anno Shōhei della Corte del Sud. Questa riunificazione sarebbe conosciuta come la "Riunificazione Shōhei" (正平一統?, Shōheiittō).
L'anno successivo però Tadayoshi fu sconfitto da Takauji a Sattayama. Tadayoshi fu imprigionato nel tempio Jōmyō-ji a Kamakura, dove morì improvvisamente a marzo, secondo il Taiheiki, per avvelenamento.

## Conseguenze
Come risultato di questa ribellione, il potere del clan dei samurai, che era stato diviso tra Takauji e Tadayoshi, fu unificato sotto lo shogun Takauji e il suo figlio maggiore Yoshiakira.
Un altro degli effetti dei disordini fu il rinvigorimento dello sforzo bellico della Corte del Sud, reso possibile dai disertori dello shogunato Muromachi.